# Reach Out (песма Хилари Даф)
Reach Out је тринаести званично објављен сингл америчке певачице Хилари Даф, али први са албума Best Of. Песма је обрада песме Personal Jesus, групе Дипеш мод из 1989. године. Песма се попела на 3. место америчке топ-листе песама, иако до тада није промовисана, нити пуштена у комерцијалну продају. Након комерцијалног издавања, песма се попела на 1. место америчке топ-листе песама, и то је Хиларин трећи узастопни сингл који је постао број 1 на америчкој листи.

## Спот
Спот је снимљен између 13. и 14. септембра у Лос Анђелесу. Премијерно је приказан 28. октобра 2008. године на Хиларином званичном MySpace профилу. Спот почиње тако што људи у доњем вешу улећу у кућу. Након тога се појављује репер The Prophet испред фонтане, затим видимо Хилари како игра испред огледала, седи на софи, лежи на поду хватајући се за ногу мушкарца, седи на столу у црној хаљини и са шеширом, настављајући се тако што Хилари додирује мушкарца у соби на црвеним зидовима. Након тога се враћа The Prophet. Хилари затим лиже прсте мушкарцу. Спот се завршава са сценом у којој Хилари пева.
Такође, постоји још једна верзија спота, у којој нема сцена где Хилари лиже прсте мушкарцу, није везана на почетку спота, више се приказују сцене где је она на столу окружена храном. Ова верзија спота се приказивала на телевизији.

## Списак песама
Америчко издање
1. - 04:15
2. - 03:37

Британско промотивно издање
1. - 04:15
2. - 06:16

 издање
1. - 03:47
2. - 08:13
3. - 04:36
4. - 04:08
5. - 03:31
6. - 03:39
7. - 07:48
8. - 06:14 (Налази се на албуму Best Of.)
9. - 03:36
10. - 04:15

## Званичне верзије
- - 04:15
- - 03:27
- - 03:37
- - 04:09 (Налази се на јапанском издању албума Best Of као бонус песма.)